# Троншен, Теодор (богослов)
Теодор Троншен (17 апреля 1582, Женева — 19 ноября 1657, там же) — швейцарский протестантский (кальвинистский) богослов и духовный писатель, полемист и гебраист, сторонник «исконного» кальвинизма.

## Биография
Теодор Троншен изучал богословие в Женеве, Базеле, Гейдельберге, Франекере и Лейдене. В 1606 году стал профессором восточных языков в Женевской академии, с 1608 года был проповедником при академии, а в 1618 году стал также профессором богословия в данном учебном заведении. С 1610 по 1615 год был ректором академии. В 1618 году совместно с Джованни Диодати представлял Женеву на Дортском синоде. В 1632 году был капелланом при армии Анри де Рогана во время кампании в Вальтеллине. В 1634 году выступил защитником женевского протестантского перевода Библии от нападок иезуита Пьера Котона. В 1655 году участвовал от имени Женевы в переговорах с Ж. Дюреем по вопросу о объединения лютеранской и кальвинистской церквей.
Богословские работы: «De peccato originali»; «Disputatio de baptismo»; «De bonis operibus».